# Острожское княжество
Острожское княжество — удельное вассальное княжество XIV-XVIII веках в Великом княжестве Литовском (с 1569 года — Речи Посполитой). Охватывало значительные области Волыни. Последовательно руководствовалась семьями князей Острожских, Заславских, Любомирских и Сангушков.

## История
Высказывается предположение, что Острожский удел на Волыни мог получить от Юрия II, короля Руси, представитель Волынской ветви Рюрикович (Волынские Мономаховичи) — Василько Романович (примерно в 1320-х годах). Впрочем, не сохранились об этом какие-либо письменные упоминания. Лишь в привилегии короля Владислава Ягелло князю Федору Острожскому с 1386 года упоминается, что княжеством владели уже предки Острожского.
В 1340 году, когда агрессия королевств Польши и Венгрии стала реальностью, великий князь Волынский Любарт начал на вассальном праве раздавать лени мелким князьям, чтобы привлечь их дружины к борьбе с противником. Вероятно, тогда Даниил Василькович, фактически владевший Острожским уделом, приобрел законные права, образовав вассальное Острожское княжество. Основой княжества стали города-крепости Острог и Дубно.
В 1352—1387 годах Острожские также владели Холмской землей, образовав Острожско-Холмское княжество. В 1386 и 1390 годах королем Польши Владиславом II Ягелло были подтверждены вассальные права Острожского княжества. В 1393 году дополнен грамотой королевы Ядвиги. В течение конца XIV—XV веков княжество за счет разных пожалований и покупок постепенно расширилось на значительную часть южной и западной Волыни. Впрочем, в 1463 году в результате родственных обстоятельств из пределов Острожского княжества было выделено Заславское княжество.
Начало более значительного подъема княжества связано с деятельностью Михаила Ивановича Острожского. Его дело продолжил младший брат Константин Иванович Острожский, бесспорно один из величайших литовских полководцев. В результате пожалований государственного клада, приданого обеих дружин, а также покупок, владения Острожских выросли более чем в два раза и значительно превзошли родовое Острожское княжество. С этого времени следует различать собственное княжество Острожское и владения Острожских, которые охватывали уезды в Киевском, Брацлавском, Волынском, Русском, Подольском, Люблинском, Сандомирском, Краковском, Берестейском, Новогрудовском, Минском, Полоцком, Витебском, Виленском, Трокском и Жемайтском воеводствах, в Богемии и Венгрии. Таким образом, Острожские стали самой могущественной княжеской семьей на украинских землях. По подсчетам Н. Яковенко они имели не менее 60 тыс. подданных и были обязаны выставлять 426 всадников в литовское войско.
В 1511 году к Острожскому княжеству было присоединено Степаньское княжество, на что издана специальная грамота короля Сигизмунда I Казимировича. В 1522 году последний подтвердил князю Константину Острожскому статус удельного властителя, придав прилей печати на красном воске «видя на его мыс». Впрочем, в 1540-х годах в результате смерти нескольких представителей рода Острожских мужского пола происходит ослабление княжества, которое на время оказалось разделенным. Лишь в 1574 году благодаря действиям Константина-Василия Острожского произошло объединение Острожского удела. В 1578 году княжество подверглось нападению крымско-татарской орды, которая существенно разорила его.
Учитывая смерть большинства представителей рода Острожских, была создана в 1609 году Острожская ординация, составной частью которой стало Острожское княжество. В 1617 году произошло второе по мощи и негативным последствиям нападение крымских татар на княжество. В 1620 году вместе с ординацией во владение князей Заславских перешло Острожское княжество. С этого времени заславские стали именовать Заславскими-Острожскими или князья на Остроге Заславские. Острожское княжество существенно пострадало во время Освободительной войны на Украине во главе с Богданом Хмельницким и восстание во главе с Семеном Палием.
В 1709 году Острожское княжество перешло к князьям Любомирским, а в 1720 году — к князьям Сангушко. В 1753 году вместе с ординацией было ликвидировано Острожское княжество. Это действие было утверждено сеймом Речи Посполитой в 1766 году.

## Территория
Охватывала города Базалия, Берездов, Деражня, Дорогобуж, Дубно, Жорновно, Заслав (до 1450 года), Звягель, Княгинин, Козлин, Колодное, Константинов, Красилов, Крупа, Кузьмин, Лабунь, Литовиж, Любартов, Межирич-Острожский, Острополь, Полонное, Птиче, Пьянь, Ровно, Смолдиров, Сатиев, Степань, Сураж, Чернехов, Чортория, Шульжинцы, Янушполь, дворы в Луцке, а также земли вокруг них. Разделялось на Острожскую, Ровенскую, Дорогобужскую и Степаньскую волости.

## Управление
Относились к «главным княжатам». Князья не подлежали подчинению местной администрации (уездной или воеводской), только в некоторых вопросах великому князю литовскому или польскому королю. Здесь безраздельно властвовало княжеское право (лат. jus ducale), благодаря чему оно фактически превратилось в государство в государстве. Суверенность землевладения относилась к основополагающим элементам княжеского права. Также правители Острожского княжества выводили собственные вооруженные отряды (почты) под родовым гербом, а хоругвями Волынского воеводства.

## Экономика
Основой являлись земледелие, ремесла и торговля. Этому способствовали хороший климат, хорошие почвы (для сельского хозяйства), выгодное географическое положение городов, в первую очередь Острога, Дубно, Ровно, Константинова, Пленного (для торговли). Значительно было развито рыболовство в искусственных прудах. Развитию торговли также способствовало, что через территорию княжества пролегало несколько путей, связывавших южные и западные области Речи Посполитой. В городах существовали рынки, в торговых центрах устраивались ярмарки (несколько раз в год).
Из первых князей уделялось пристальное внимание развитию ремесел. Большинство из них получили от королей Польши (впоследствии Речи Посполитой) привилегии на магдебургское право. В каждом из этих городов действовало от 10 до 16 ремесленных цехов (в разные годы) — кузнецов, портных, кожевников, сапожников, скорняков, шорников, резников, пекарей, седельщиков, золотарей, маляров, плотников, гончаров, шаповалов, олигарей, скрипка. В Остроге существовали типография и бумага (производство бумаги). В 1526 году получена королевская привилегия, позволившая беспрепятственно возить соль и товары определенными путями в Острог, Дубно и другие замки Острожского княжества без оплаты пошлин на государственной таможне в Луцке и на территории Луцкого повета.
Значительную прибыль имели князья пошлин в Остроге, Дубне, Дорогобуже, половина пошлин в Луцке. В результате происходили постоянные споры с представителями рода Заславских, которые также имели права на луцкие пошлины. Существенный вред наносили нападения крымских, ногайских и буджацких татар, крестьянские восстания. Наибольший экономический подъем Острожское княжество приобрело в 1620—1648 годах.

## Князья Острожские
- Даниил Острожский
- Фёдор Данилович Острожский
- Василий Фёдорович Острожский
- Иван Васильевич Острожский
- Михаил Иванович Острожский
- Константин Иванович Острожский
- Илья Константинович Острожский
- Константин Константинович Острожский
- Януш Константинович Острожский